# Baveno
Baveno és un poble i comune de la província de Verbano-Cusio-Ossola, part del Piemont, Itàlia del nord. El poble es troba a la riba oest del Llac Maggiore, 21 km al nord-oest d'Arona per tren.
Al nord-oest de la vila es troben les pedreres de granit vermell famoses per haver subministrat les columnes per la Catedral de Milà, l'església de Sant Pau Extramurs de Roma, les Galeries Víctor Manuel II a Milà i altres edificis importants.
Una de les atraccions principals locals és el gran nombre de vil·les i castells construïdes durant el segle xix.
En l'edat de ferro pre-romana, Baveno fou ocupada pels Leponcis, una tribu del Lígurs.
Baveno és un municipi agermanat amb:  Nadur, Malta.

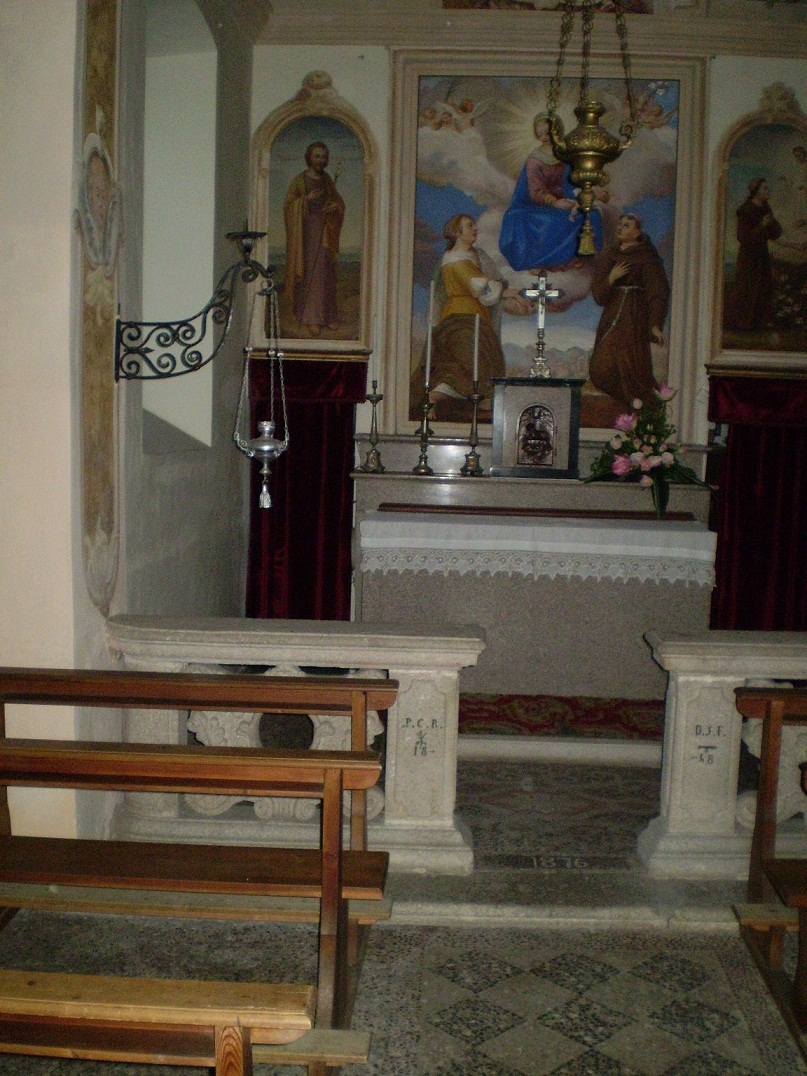
Església d'Antonio Sant i Fermo